# Resultados do Carnaval de Florianópolis em 2010
Resultados do Carnaval de Florianópolis em 2010.

## Escolas de samba
| Colocação | Escola                 | Pontos | Ref.        |
| --------- | ---------------------- | ------ | ----------- |
| 1º        | Embaixada Copa Lord    | 263,6  | [ 1 ] [ 2 ] |
| 2º        | Protegidos da Princesa | 261,2  | [ 1 ] [ 2 ] |
| 2º        | União da Ilha da Magia | 261,2  | [ 1 ] [ 2 ] |
| 3º        | Unidos da Coloninha    | 260,6  | [ 1 ] [ 2 ] |
| 4º        | Consulado              | 256,6  | [ 1 ] [ 2 ] |

## Blocos carnavalescos
Notas
| AGREMIAÇÃO         | Evolução | Evolução | Evolução | Enredo | Enredo | Enredo | Samba-Enredo | Samba-Enredo | Samba-Enredo | M. Sala e P. Bandeira | M. Sala e P. Bandeira | M. Sala e P. Bandeira | Bateria | Bateria | Bateria | C. de Frente | C. de Frente | C. de Frente | P.   | TOTAL |
| ------------------ | -------- | -------- | -------- | ------ | ------ | ------ | ------------ | ------------ | ------------ | --------------------- | --------------------- | --------------------- | ------- | ------- | ------- | ------------ | ------------ | ------------ | ---- | ----- |
| Vermelho e Branco  | 10       | 9,5      | 10       | 9,5    | 8,5    | 10     | 10           | 9,0          | 9,0          | 9,0                   | 10                    | 9,5                   | 10      | 9,5     | 9,0     | 10           | 10           | 10           | -5,0 | 112,5 |
| Filhos da Lua      | 10       | 10       | 9,5      | 10     | 10     | 10     | 10           | 10           | 10           | 9,0                   | 10                    | 10                    | 10      | 10      | 10      | 10           | 10           | 10           |      | 120   |
| Dascuia            | 10       | 10       | 10       | 10     | 10     | 10     | 10           | 9,5          | 10           | 10                    | 10                    | 7,5                   | 10      | 10      | 10      | 10           | 10           | 10           |      | 120   |
| A Nossa Turma      | 10       | 10       | 10       | 10     | 10     | 10     | 10           | 10           | 10           | 10                    | 10                    | 10                    | 10      | 10      | 10      | 10           | 10           | 10           |      | 120   |
| Gaviões Alvinegros | 10       | 10       | 10       | 9,5    | 7,5    | 9,5    | 9,5          | 7,5          | 9,0          | 9,0                   | 10                    | 10                    | 10      | 10      | 10      | 10           | 10           | 10           |      | 117,5 |
| Amigos do Caramuru | 10       | 9,5      | 10       | 10     | 9,0    | 10     | 10           | 9,0          | 9,0          | 9,0                   | 10                    | 9,0                   | 10      | 9,5     | 10      | 10           | 10           | 9,5          |      | 118   |
| Ostra da Guigui    | 10       | 9,5      | 9,5      | 9,0    | 8,0    | 9,5    | 10           | 8,0          | 9,0          | 9,0                   | 9,7                   | 9,0                   | 10      | 9,0     | 10      | 10           | 10           | 10           |      | 115,7 |
| Amocart            | 10       | 10       | 10       | 9,5    | 10     | 10     | 10           | 9,0          | 10           | 10                    | 9,5                   | 9,5                   | 10      | 10      | 10      | 10           | 10           | 9,5          |      | 119,5 |
| Mancha Azul        | 10       | 9,5      | 9,5      | 9,5    | 8,0    | 10     | 10           | 8,5          | 10           | 10                    | 10                    | 10                    | 10      | 9,5     | 10      | 10           | 9,5          | 10           |      | 119   |

Classificação
| Pos | Escolas de samba   | Enredo                                                                                       | Pts   | Classificação                           | Ref.        |
| --- | ------------------ | -------------------------------------------------------------------------------------------- | ----- | --------------------------------------- | ----------- |
| 1   | A Nossa Turma      | Pintando o 7 na avenida                                                                      | 120   | Campeã dos Blocos Carnavalescos de 2010 | [ 3 ] [ 4 ] |
| 2   | Filhos da Lua      | A Lua brilha sobre as poesias da Maria da Ilha                                               | 120   |                                         | [ 3 ] [ 4 ] |
| 3   | Dascuia            | Eduardo Nascimento Costa, o nosso bom de bola                                                | 120   |                                         | [ 3 ] [ 4 ] |
| 4   | Amocart            |                                                                                              | 119,5 |                                         | [ 3 ] [ 4 ] |
| 5   | Mancha Azul        | Clube Náutico Riachuelo, os vencedores cheios de glórias, impera a força e brilha a vitória! | 119   |                                         | [ 3 ] [ 4 ] |
| 6   | Amigos do Caramuru | Galeria da Velha-Guarda da Protegidos, um dia faremos parte desta velha-guarda também        | 118   |                                         | [ 3 ] [ 4 ] |
| 7   | Gaviões Alvinegros | Exercício da cidadania - Reciclar é preciso                                                  | 117,5 |                                         | [ 3 ] [ 4 ] |
| 8   | Ostra da Guigui    | Homenagem à Márcio de Souza                                                                  | 115,7 |                                         | [ 3 ] [ 4 ] |
| 9   | Vermelho e Branco  | Dos carijós aos açorianos, dos açorianos aos manezinhos                                      | 112,5 |                                         | [ 3 ] [ 4 ] |